# 多曼LZ-5
多曼LZ-5是一款由格利登·多曼於1950年代研製的通用直升機。儘管簽訂了國際製造協議，但該飛機從未進行過批量生產，僅製造了三架原型機。其中兩架被美國陸軍購買，並命名為YH-31，最終成為VH-31。

## 發展

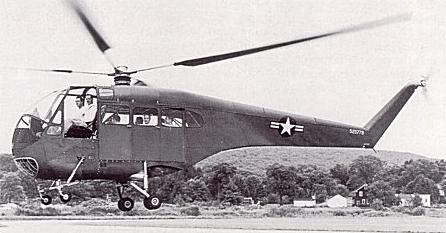
美國軍方的 YH-31 原型機

與之前的LZ-1到LZ-4一樣，LZ-5採用了設計師格利登·多曼的非正統平衡環架旋翼頭系統，該系統取消了旋翼鉸鍊和阻尼器，並包括軟平面動態設計的葉片。伺服控制系統完全包含在旋翼頭內，沒有外部油箱或管道。尾槳也是無鉸鏈且自由浮動的，以消除尾槳快速轉動時的應力。在其他方面，LZ-5具有傳統的直升機主旋翼和尾槳配置。飛行員和副駕駛座位在機頭的引擎上方，後面則是一個可載運六名乘客的貨倉。該引擎透過排氣噴射器進行冷卻，從而節省了能源，使有效載荷增加了800pounds。該飛機採用輪式四輪起落架，其主要裝置帶有雙輪。
第一架原型機（註冊號N13458）於1953年4月27日首飛，到1955年底，兩架原型機交付給陸軍（52-5779 和 52-5780）。最終，陸軍得出結論，他們不再額外需要這種尺寸大小的活塞動力直升機，因此沒有進一步採購的計畫。經過陸軍廣泛的飛行測試和飛行員培訓後，其中一架原型機被海軍接管，用於帕圖森特河海軍航空測試中心的直升機飛行研究計畫。後來，這架飛機被多曼公司重新購買並用於其商業銷售工作。
多曼繼續開發該款直升機，與加拿大Fleet合資建造了另一架LZ-5。LZ-5於1954年同時在美國和加拿大獲得型號認證。第三架在加拿大的註冊號碼為CF-IBG，在美國、法國和義大利的註冊號碼為N812。LZ-5在1960年的巴黎航展上進行了飛行。這架飛機還進行了改裝，安裝了全盲飛行儀表，作為教練機並命名為D-10。 而後採用渦輪增壓引擎的版本則為D-10B。 多曼將軍用版本的生產權出售給希勒，並將義大利市場的生產權出售給安布羅西尼。
最終，這些計劃都沒有實現，LZ-5也從未投入量產。
1969年多曼直升機公司倒閉後，第二架陸軍原型機被帶到由史丹利·希勒 創辦的位於加州的希勒航空博物館 展出。該直升機於2009年返回康乃狄克州，在新英格蘭博物館展出。。

## 型號
- LZ-5(3架)
  - YH-31 -用於軍事評估的LZ-5，武裝版本為VH-31
- D-10B -裝配萊康明O-720渦輪增壓引擎; (LZ-5本來預計的量產版本)